# Forte Rivoli
Il Forte Rivoli, chiamato anche Forte Wohlgemuth, è una fortezza situata nel comune di Rivoli Veronese nella stretta del fiume Adige, su di un'altura del monte Castello a 227 m di quota.
Edificato a difesa del confine austriaco, prese il nome del generale Ludwig von Wohlgemuth distintosi nella prima guerra di indipendenza. Con l'annessione del Veneto al Regno d'Italia (1866) è passato sotto il controllo del Regio Esercito, cambiando il nome in Forte Rivoli.
Oggigiorno il forte è stato recuperato e aperto al pubblico. Fino all'estate del 2017, qui era ospitato il museo di storia militare Walter Rama.

## Storia

Forte Rivoli in una foto del 1866, presa dal versante sud. Sulla destra si intravede il forte Ceraino.

L'edificio è stato edificato tra la seconda metà del 1849 e il 1852 allo scopo di proteggere le strade che da Affi si dirigono verso Rivoli e l'Adige. Insieme al Forte Hlawaty (Ceraino) e al Forte Mollinary (Monte) creava uno sbarramento su tutta la valle. Il luogo in cui sorge è dove, nel 1797, si svolse una battaglia nella quale Napoleone Bonaparte sconfisse gli austriaci.
La costruzione fu voluta dal feldmaresciallo Josef Radetzky e faceva parte di un più ampio progetto di fortificazione di Verona e territori limitrofi. Come tutti gli altri forti della zona fu progettato dall'Imperiale Regio Ufficio delle Fortificazioni di Verona e i lavori furono diretti dal Genio Militare. Venne ufficialmente intitolato al luogotenente feldmaresciallo Ludwig von Wohlgemuth.
Possedeva 17 cannoni ed era collegato, sia al paese di Rivoli, sia al Forte della Chiusa, attraverso una strada che attraversava l'Adige in direzione di Ceraino.

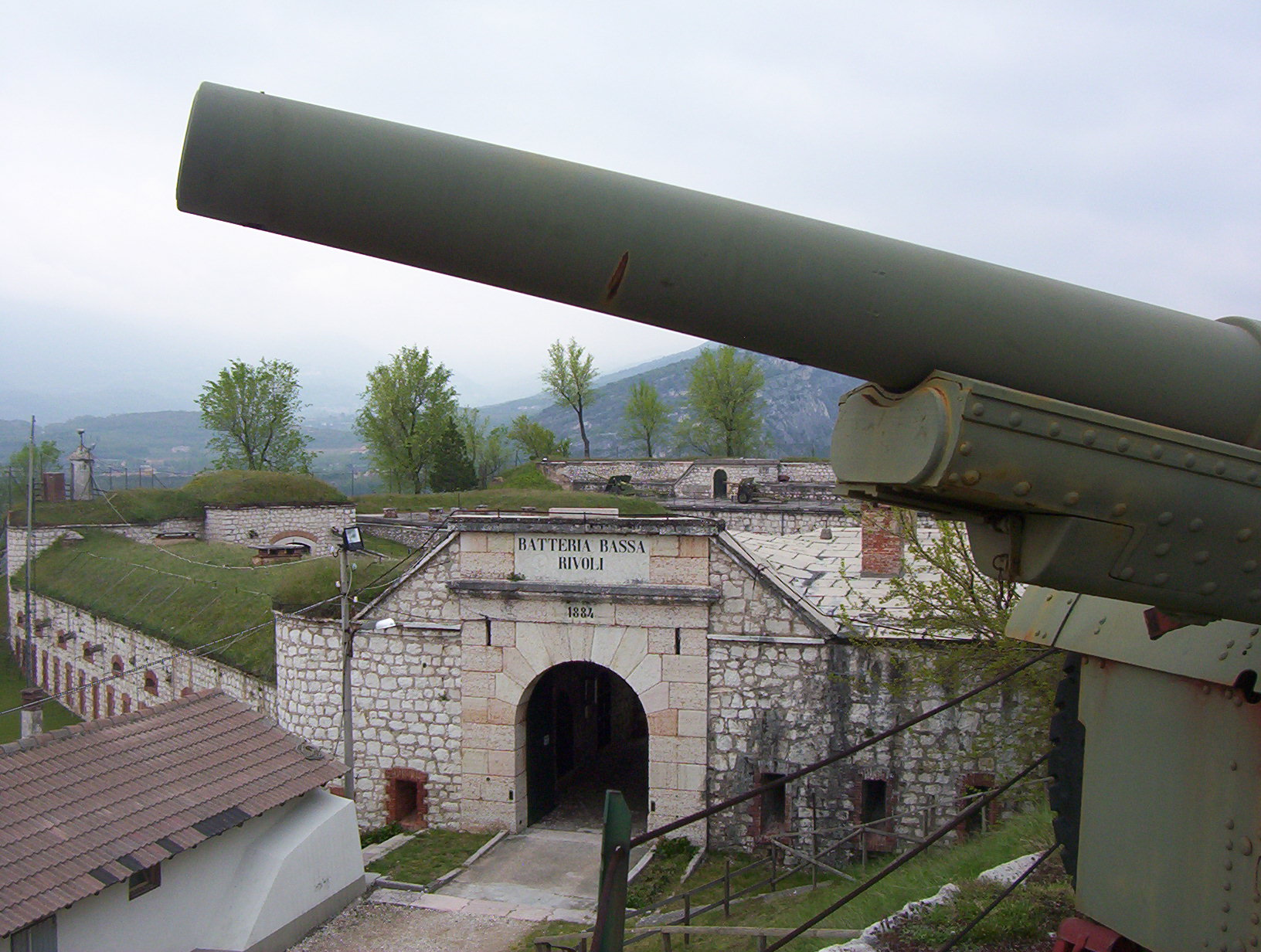
La batteria bassa costruita nel 1884

Nel 1866, con l'annessione del Veneto al Regno d'Italia, il forte passò sotto il controllo del Regio Esercito. In seguito all'esame di una commissione ministeriale, che lo dichiarò strategico e valido tecnicamente, fu modificato con l'inversione di tiro delle batterie allo scopo di difendere il versante nord-est. Fu inoltre aggiunta una caserma. Da questo momento venne rinominato "Forte Rivoli".
Nel 1884 il forte fu nuovamente ampliato con la costruzione di una batteria più bassa, denominata "Rivoli bassa", posta su di un piazzale nel versante nord, sempre per difendere lo sbocco della valle dell'Adige.
È stato utilizzato come magazzino dall'Esercito Italiano fino alla fine degli anni ottanta. Poi passò di proprietà al comune di Rivoli Veronese che, insieme ad alcune associazioni no profit, si occupa tuttora della sua manutenzione e promozione.
Attualmente il forte alto ospita un museo sulla prima guerra mondiale ed uno di radio d'epoca, mentre la batteria bassa ospita manifestazioni e mostre temporanee. Il complesso è aperto per le visite la domenica pomeriggio o in altri momenti, previa prenotazione.

## Architettura e caratteristiche

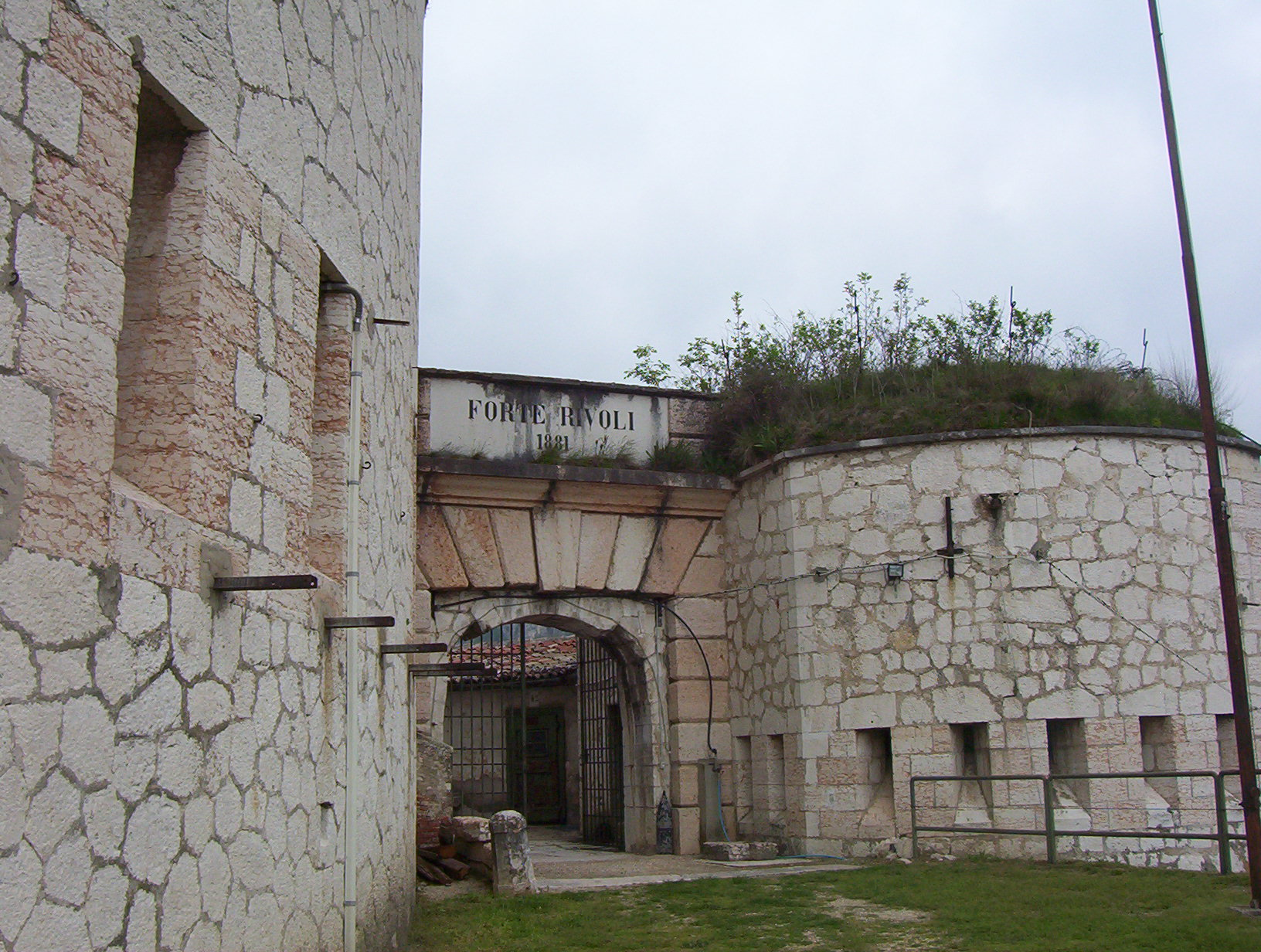
Entrata del Forte

L'edificio è stato edificato utilizzando conci di pietra locale e in particolare facendo grande uso di rosso ammonitico e con gli archivolti in cotto.
Il forte è costituito da un corpo principale formato da una doppia casamatta di forma cilindrica sovrapposta. Questa struttura è una diretta derivazione delle Torri Massimiliane veronesi, ripetendo, in dimensioni leggermente più grandi, quella della Torre Tombetta. Questa sua conformazione, insieme alla posizione strategica, gli permetteva di poter puntare il fuoco in un arco completo di 360°.
Di particolare interesse sono le feritoie nei muri delle casematte per le artiglierie, che si presentano molto ben rifinite.
Il piano superiore presenta quattro feritoie per artiglieria e quello inferiore quattro gruppi di tre per fucileria.
All'interno è presente un piccolo cortile rotondo, sotto il quale si trova la cisterna con un pozzo. Il cortile è raggiungibile da una galleria verso est, posta al livello del suolo, mentre per il resto è circondato da una muraglia dotata di feritoie.
Non è stato predisposto alcun fossato sui lati esposti, in quanto la posizione strategica a precipizio sulle rocce scoscese garantiva una certa inattaccabilità. Un fossato è presente, invece, dalla parte relativa all'ingresso.
La "batteria bassa di Rivoli" è costituita invece da una fronte diritta a forma di bastione, con uno spessore di 8 metri, non parallela al resto del forte ma leggermente spostata verso nord-est. Passando dal cortile al piano posteriore si incontrano tre postazioni di artiglieria. Sono presenti sulle mura, inoltre, dei fiancheggiamenti per permettere alla fanteria di partecipare alla difesa. Sul muro esterno troviamo numerose feritoie per la fucileria.
Sul lato sud del forte, riparata dal monte Castello, è presente la caserma Massena, che ospitava la guarnigione. Sul lato meridionale è presente anche una polveriera.

### Presidio di guerra

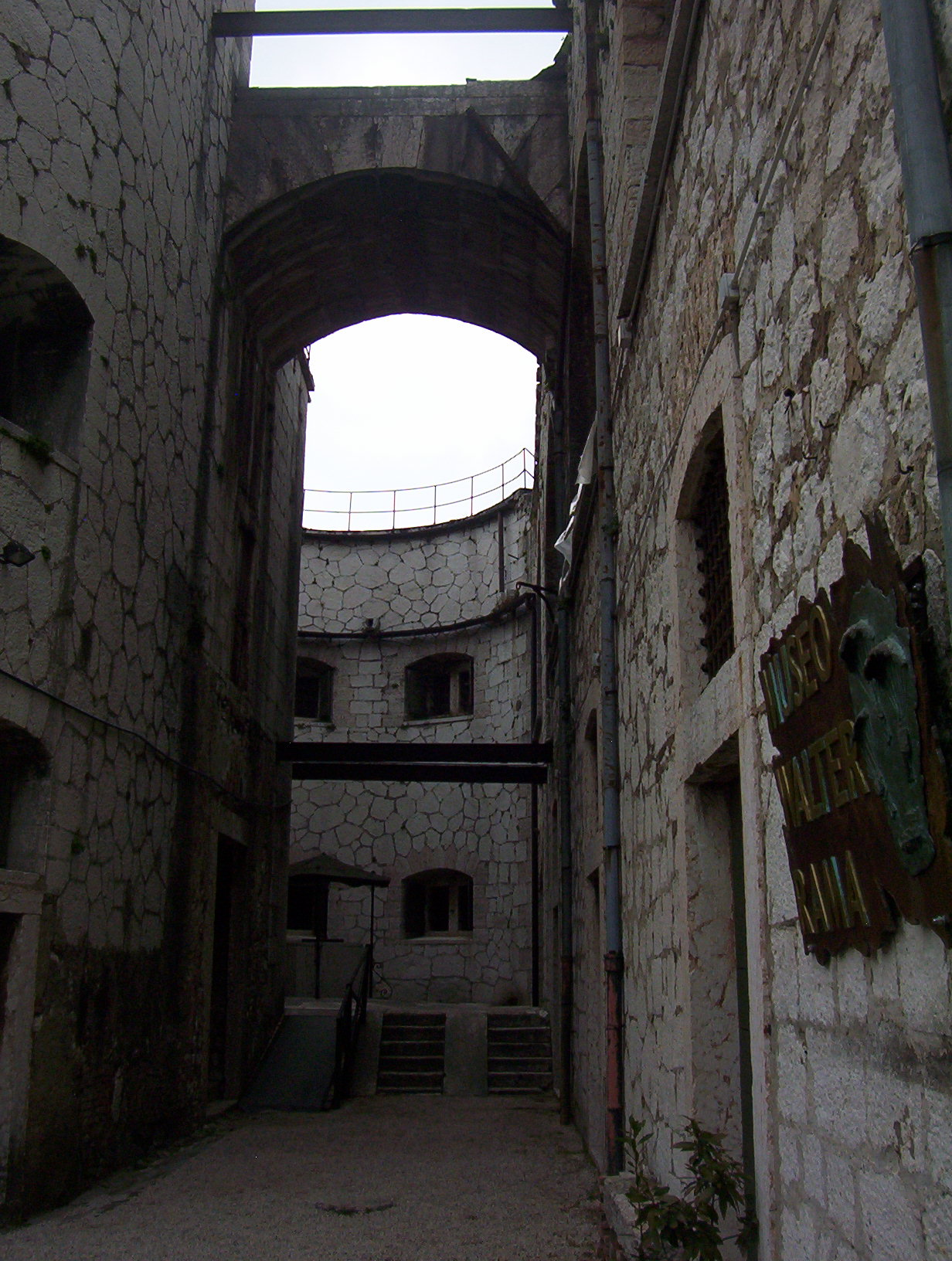
Corridoio interno

In tempo di guerra la guarnigione presente a difesa del forte poteva così variare:
- Forte di Rivoli:
  - Da 1/2 a 3/4 di compagnia di fanteria
  - Da 115 a 125 artiglieri

- Batteria bassa di Rivoli:
  - Da 1/2 a 3/4 di compagnia di fanteria
  - Da 35 a 45 artiglieri

### Armamento
Come armamento principale nel forte erano presenti inizialmente 17 cannoni, divenuti 14 (di cui otto con canna rigata) dal 1866; la batteria bassa ospitava invece cinque pezzi da 120 mm o 150 mm.
La guarnigione poteva contare anche su un armamento secondario, costituito da pezzi di artiglieria da campagna, conservati nel forte, e 2 mortai presenti invece nella batteria bassa.